# System przyczynowy
System przyczynowy, system fizyczny, system nieantycypujący – układ, w którym wyjścia zależą od wejść bieżących i przeszłych, ale nie od wejść przyszłych. Układ taki nie wykazuje reakcji, nim nie nastąpi jego pobudzenie.
Wyjście takiego układu {\displaystyle y(t_{0})} zależy tylko od wejść {\displaystyle x(t)} dla wartości {\displaystyle t\leqslant t_{0}.}
W teorii sterowania przyczynowość oznacza, że realizacja transmitancji regulatora {\displaystyle R(s)} nie wymaga predykcji (prognozowania) sygnałów pomiarowych z obiektu, to znaczy może być zrealizowana na podstawie poprzednich i bieżących wartości sygnałów pomiarowych.

## Przykład
Prostym przykładem nieprzyczynowej funkcji przejścia jest odwrotność transmitancji opóźnienia:
{\displaystyle R(s)={\frac {u(s)}{y(s)}}=ke^{s\tau },}
co można zapisać w postaci czasowej:
{\displaystyle u(t)=ky{(t+\tau )}.}
Powyższa zależność oznacza, że do wyznaczenia bieżących wartości sygnału {\displaystyle u(t)} konieczne są wartości sygnału wyjścia {\displaystyle y(t)} w chwilach przyszłych {\displaystyle t+\tau .}